# Campeonato Sul-Americano de Futebol Sub-17 de 2001
O Campeonato Sul-Americano de Futebol Sub-17 2001 foi a nona edição da competição, sendo disputado no Peru. O campeão foi o Brasil, sendo a Argentina vice-campeã. Com isso, o Brasil assumiu a liderança do Ranking Sul-americano Sub-17, desbancando a própria Argentina.